# 住房公积金

2021年7月1日启用的全国住房公积金服务标识

住房公积金（英語：Housing Provident Fund）为中华人民共和国的一种用于住房的社会福利。

## 概論
属于职工基本福利“五险一金”中的“一金”，是指国家机关、国有企业、城镇集体企业、外商投资企业、城镇私营企业及其他城镇企业、事业单位、民办非企业单位、社会团体（以下统称单位）及其在职职工缴存的长期住房储金；用于职工购买、建造、翻建、大修装修自住房，或交纳房租。有些地方甚至可以用來作為購房首付款。
缴存分为两部分，即职工个人缴存部分和所在单位缴存部分，两部分数额相等，均汇入个人帐户；缴存之后全部归属于职工个人所有，免征所得税并设有个人住房公积金专门个人帐户。个人缴存比例不低于职工本人上一年度月平均工资的5％。缴存公积金的职工在購房時除了提取公積金賬戶內的資金外，還可以向公积金中心申请公积金贷款，公积金贷款利率较商业贷款利率低。但职工在缴存公积金期间，非《公积金管理条例》中所明示的原因外不得提取公积金。除了大修、翻建房屋、購房和租房外，职工只有在离退休、死亡、完全丧失劳动能力并与单位终止劳动关系或户口迁出原居住城市时，才可提取本人账户内的住房公积金，所以若終身不買房，則最後有等同一筆額外退休金的性質。
截至2017年底，缴存总额124845.12亿元，缴存余额51620.74亿元人民币。 2016年2月21日起，职工住房公积金账户存款利率调整为统一按一年期定存基准利率执行。
在中国20世纪80年代随着计划经济向市场经济改革的推进，城镇住房制度改革于80年代末期开始起步，1991年，受新加坡中央公积金制度启发，上海首先建立住房公积金制度，1994年推广到全国所有县级以上的城镇。这一制度在建立的起初十年里，对弥补政府财政对住房投资不足、扩大住房投资建造规模和缓解计划体制下的住房供应严重短缺，起到一定的积极作用。2022年7月，上海將职工提取公积金支付房租的最高月提取限额调整至3000元。

## 有效性辯論
有些民间学者、社团、社会质疑公积金效率，有学者和社团主张取消住房公积金制度。其主要观点是，住房公积金制度运行效率低，全国住房公积金资金超过一半闲置在帳戶與定存無異，未能有效运用于住房领域或是社會經濟，而公积金部门成为滋生腐败的温床。公开报導的公积金案件，从2003年的3起，2004年的8起一直上升到2007年的17起，2008年的18起；涉案金额也从2003年的1.16亿元上升到2006年的10.8亿元。住房公积金遭挪用案件的频发并非偶然，这表明目前的住房公积金管理体制存在不少漏洞。
但支持者認為貪汙案件在所有國家的所有財政項目都會發生，公积金項目並沒有特殊之處，而貪汙案件的事後追討與國庫填補後並未影響個人帳戶金額，所以司法案件與民眾個人利益其實沒有直接相關。而有一個住房公积金制度，總好過沒有的國家，同時也是彰顯社會主義制度的一大要點政策，其金錢翻倍效果、低利貸款效果、申貸條件放寬效果等是一般個人在社會生活中很難靠個人力量去做到。而任何型態的強積金其實都隱含替社會上金錢管理能力較差者強制儲蓄的意涵，這種人性上的功能也是必須關注的一點。